# Шерхамн
Шерхамн (на шведски: Skärhamn) е град в югозападната част на Швеция, лен Вестра Йоталанд. Главен административен център на община Шьорн. Разположен е на остров Шьорн. Намира се на около 400 km на югозапад от столицата Стокхолм и на около 30 km на северозапад от центъра на лена Гьотеборг. Има малко пристанище. Населението на града е 3193 жители според данни от преброяването през 2010 г.